# 7016 Conandoyle
7016 Conandoyle eller 1991 YG är en asteroid i huvudbältet som upptäcktes den 30 december 1991 av den japanska astronomen Takeshi Urata vid Nihondaira-observatoriet. Den är uppkallad efter den skotske författaren Arthur C. Doyle.
Asteroiden har en diameter på ungefär 4 kilometer.